# Mitja Llegua
Mitja Llegua (en castellà i oficialment, Media Legua) és una pedania compartida pels municipis d'Oriola i Redovà, a la comarca del Baix Segura, al País Valencià. Es troba a quasi un quilòmetre del nucli urbà de Redovà, encara que està pràcticament enclavat al límit d'Oriola. Les poblacions més properes a Mitja Llegua, a més de Redovà, són La Campaneta i Molins.
Té 236 habitants. En els seus orígens, hi ha qui situa ací un antic poblament de principis de l'Edat mitjana, denominat Azanet, d'origen berber.
El seu nom actual prové de ser un poblament urbà emplaçat en una antiga finca agrícola situada a mitja llegua de distància de la ciutat d'Oriola, i que es va dir així per diferenciar-la de l'altra finca denominada els Quarts (dos quarts de llegua), al terme de Redovà.
Existeix una altra pedania anomenada igual, Media Legua, al municipi de Las Torres de Cotillas (Múrcia).

## Economia
Es tracta d'un poble plenament agrícola, el qual compta amb una horta on es conreen hortalisses i cítrics.

## Senderisme
És zona de pas de la Senda del Poeta (GR-125). Els vilatans diuen que «Miguel Hernández solia passejar el seu bestiar per la Mitja Llegua, recitant els seus poemes als veïns i donant-los llet de les seues cabres».
Mitja Llegua també és zona de pas del Camí del Cid (GR-160), que discorre des de Burgos fins a la veïna Oriola, rememorant les aventures del primer rei de València Rodrigo Díaz de Vivar (El Cid Campeador).